# Emili Bruget Busquets
Emili Bruget Busquets (Reus 27 d'abril de 1842 - 8 d'agost de 1864) va ser cantant líric.
Era fill de Joan Bruget, torner, de Reus i de Maria Busquets, també de Reus. Amb unes excepcionals qualitats per la música i el cant, va estudiar amb Victorí Agustí, i des dels deu anys era capaç d'ensenyar solfeig i cant. Amb 16 anys era professor de cant a l'escola municipal de Reus, i poc després es va traslladar a Granada per estudiar amb el famós baríton Giorgio Ronconi, que havia fundat una escola de cant en aquella ciutat. Ronconi, entusiasmat per la veu del noi, va escriure a la seva mare anunciant-li els èxits que tindria el seu fill en el futur. Abans d'acabar els estudis va ser contractat com a tenor pel principal teatre de Rio de Janeiro. Marxa de Granada i torna a Reus, per acomiadar-se de la família, però havia contret la tisi, que li va fer perdre la veu, i va morir a la seva ciutat amb només 22 anys. Al seu enterrament hi van anar tots els artistes joves de la ciutat, i als funerals van actuar els cors de La Filarmónica i del Centre de Lectura. Va ser enterrat a l'Ermita del Roser.